# Angilas
Anguirus (アンギラス?, Angirasu) è un kaijū (mostro misterioso) della saga dei film di Godzilla. È uno dei principali alleati del protagonista, ma in alcune occasioni anche suo avversario. In alcune versioni è conosciuto con il nome di Angilas. Il personaggio è stato generalmente ben accolto da fan e critica; WatchMojo.com lo assegnò il quinto posto nella sua lista dei dieci miglior nemici di Godzilla, mentre IGN lo diede l'ottavo posto nella sua lista dei dieci miglior mostri del cinema Giapponese.

## Concepimento
Il primo Anguirus fu raffigurato da Katsumi Tezuki, e fu fabbricato con materiali leggeri, permettendo all'attore una mobilità elevata nelle scene di combattimento. Per nascondere le proporzioni umane del personaggio e il fatto che Tezuki era costretto a camminare con le ginocchia (esponendo le piante dei suoi piedi), i cameramen filmarono Anguirus in angoli dove non si vedevano gli arti posteriori, che furono nascosti dietro gli alberi o gli edifici in miniatura. Durante le promozioni per il film, fu composto una canzone su SP intitolata Uchi no Angirasu ("sei come famiglia, Anguirus"). Il suo ruggito consisteva del suono distorto d'un sassofono. Nel 1956-7, Toho spedì il costume di Anguirus e di Godzilla usati ne Il re dei mostri a Hollywood per raffigurarli in un remake americano intitolato The Volcano Monsters, ma il film non fu mai realizzato, e i costumi scomparirono. Un nuovo costume fu fabbricato tredici anni dopo per Gli eredi di King Kong, in cui Anguirus ha una pelle più squamosa e un collo semi-segmentato.

## Storia

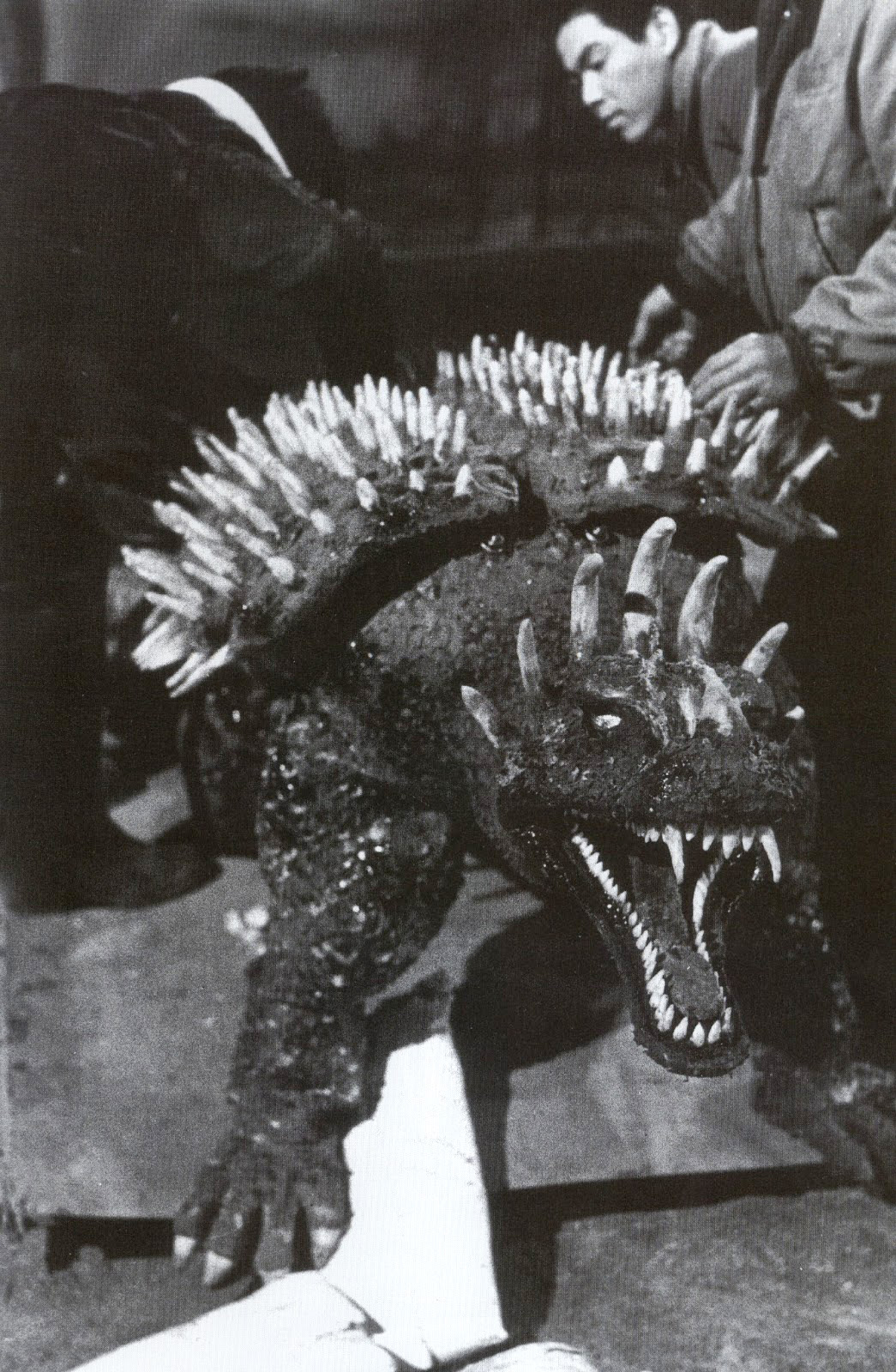
Il costume di Anguirus usato ne Il re dei mostri

La sua prima comparsa è nel film Il re dei mostri, dove combatte contro Godzilla mettendolo in difficoltà e tuttavia viene alla fine sconfitto.
Ritorna successivamente nel film Gli eredi di King Kong, dove viene posseduto dagli alieni e attacca la Terra, ma in seguito viene liberato
e combatte contro King Ghidorah, alleato degli alieni. Appare anche nel film Godzilla contro i giganti dove alleato con Godzilla, combatte contro King Ghidorah e Gigan. Compare anche nella scena iniziale del film Ai confini della realtà. Viene gravemente ferito da Mechagodzilla, camuffato da Godzilla nel film Godzilla contro i robot. Nel film Godzilla: Final Wars viene nuovamente controllato dagli alieni e attacca la città di Shanghai.

## Filmografia
- Il re dei mostri (Gojira no gyakushû) (1955), di Motoyoshi Oda
- Gli eredi di King Kong (Kaijû sôshingeki) (1968), di Ishirō Honda
- Godzilla contro i giganti (Chikyû kogeki meirei: Gojira tai Gaigan) (1972), di Jun Fukuda
- Ai confini della realtà (Gojira tai Megaro) (1973), di Jun Fukuda
- Godzilla contro i robot (Gojira tai Mekagojira) (1974), di Jun Fukuda
- Godzilla: Final Wars (Gojira: Fainaru uôzu) (2004), di Ryūhei Kitamura
- Godzilla - Il pianeta dei mostri (Godzilla - Kaijū Wakusei) (2017), di Kōbun Shizuno e Hiroyuki Seshita